# Розендал (Гелдерланд)
Розендал (нід. Rozendaal, нід. вимова: [ˈroːzə(n)ˌdaːl] ( прослухати)) — муніципалітет і місто на сході Нідерландів, у провінції Гелдерланд.

## Топографія
Нідерландська топографічна карта муніципалітету Розендал, червень 2015 року

## Галерея

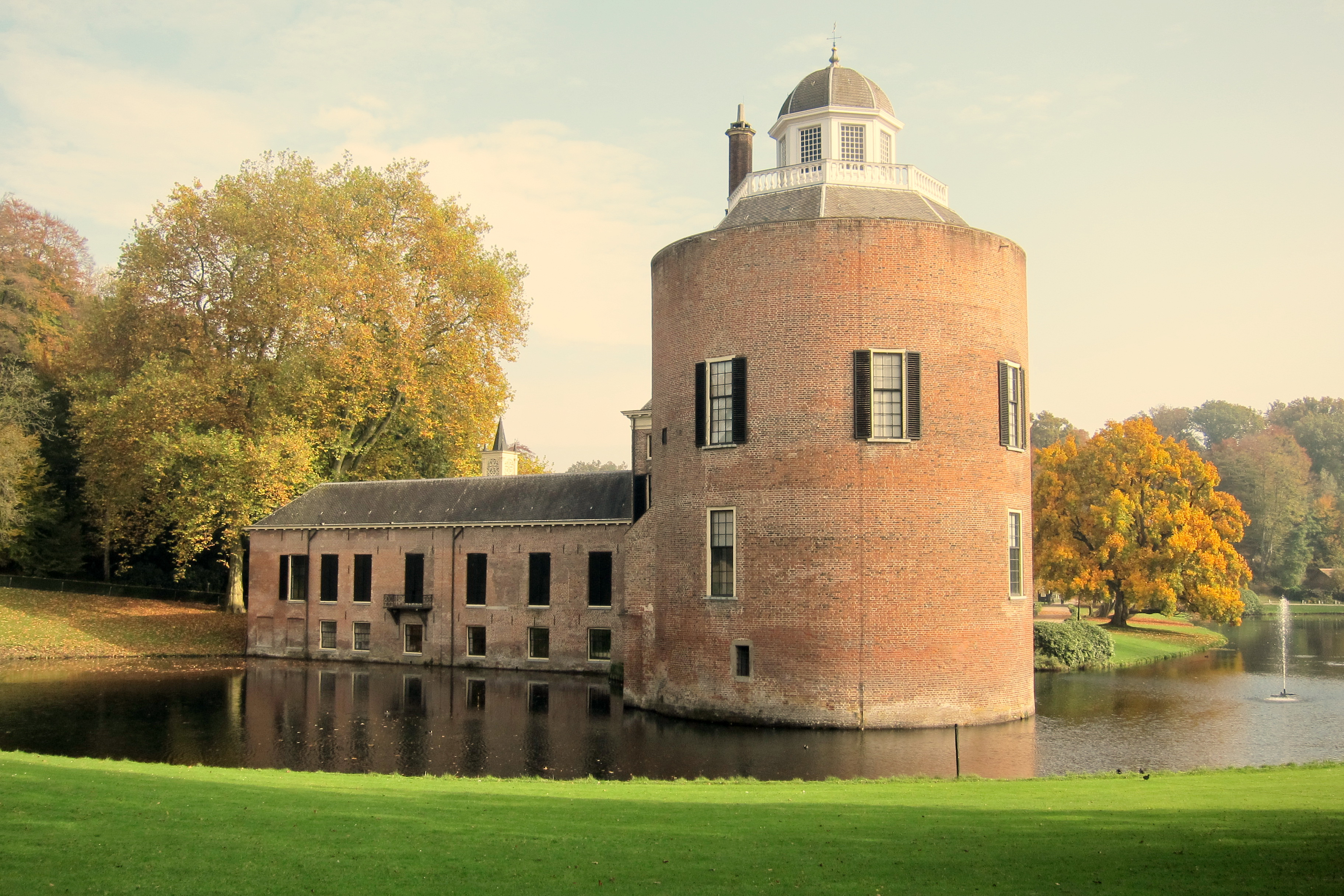
Башта замку Розендал
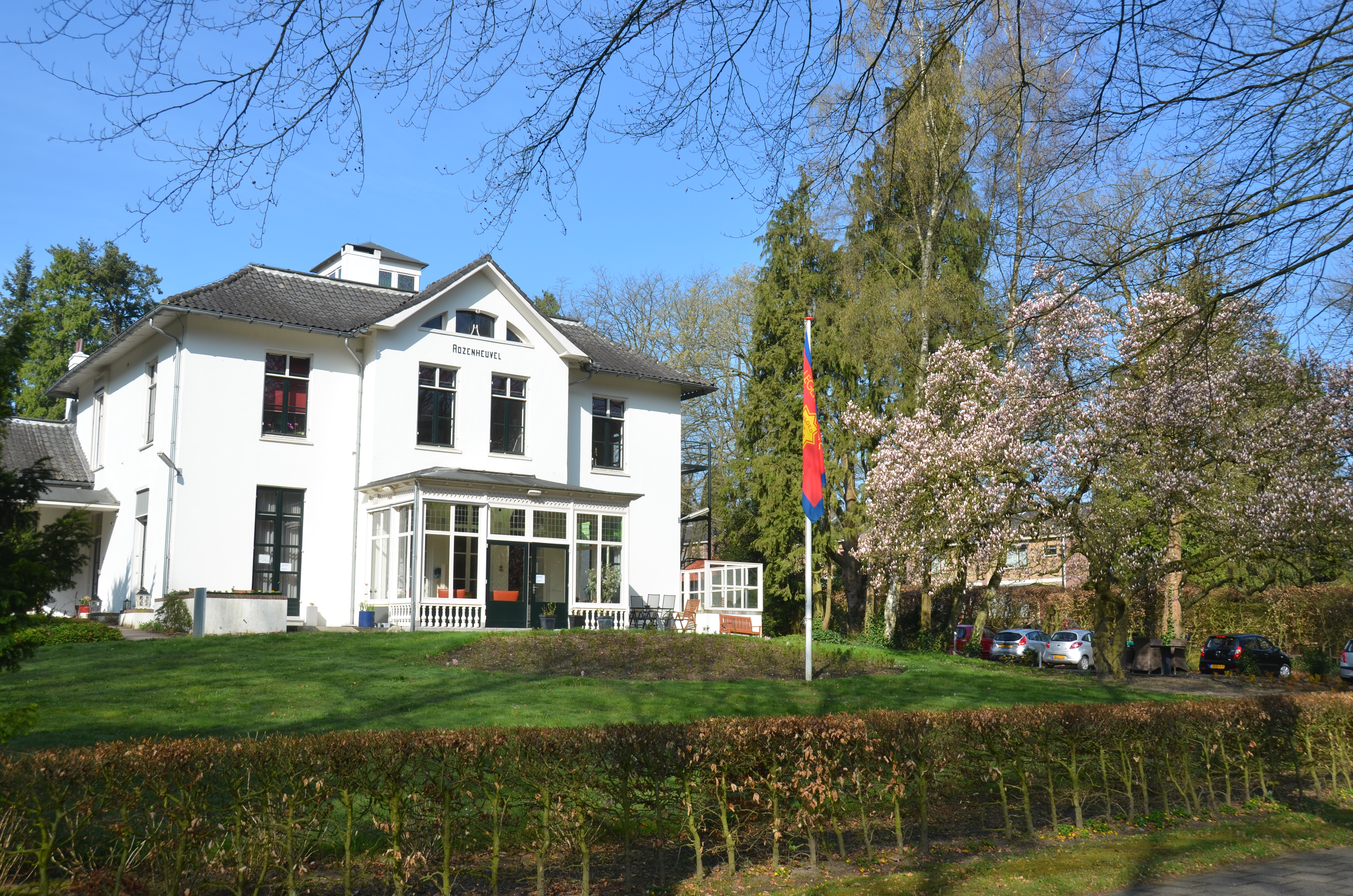
Хоспіс Армії Спасіння у місті
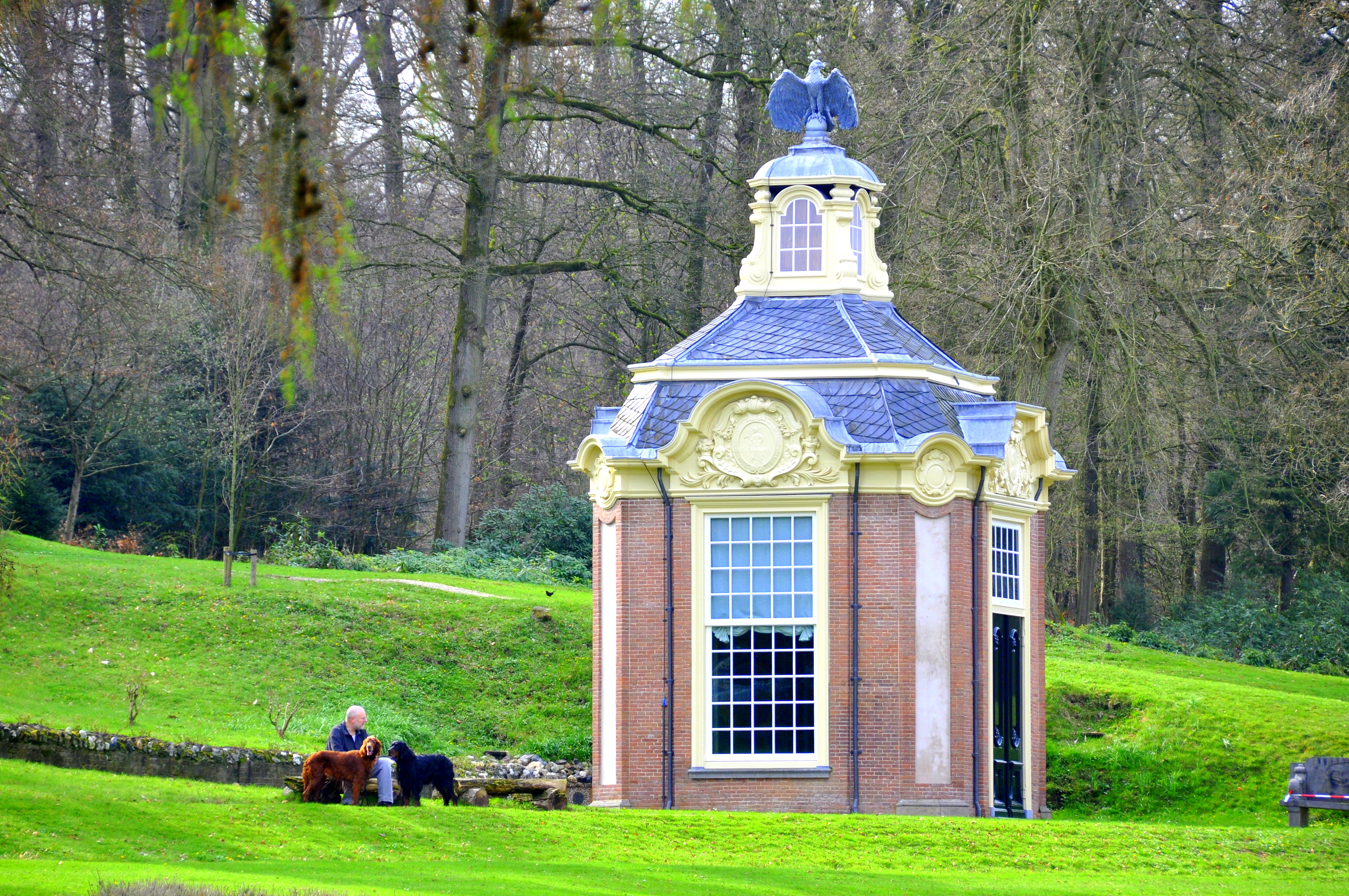
Замковий парк
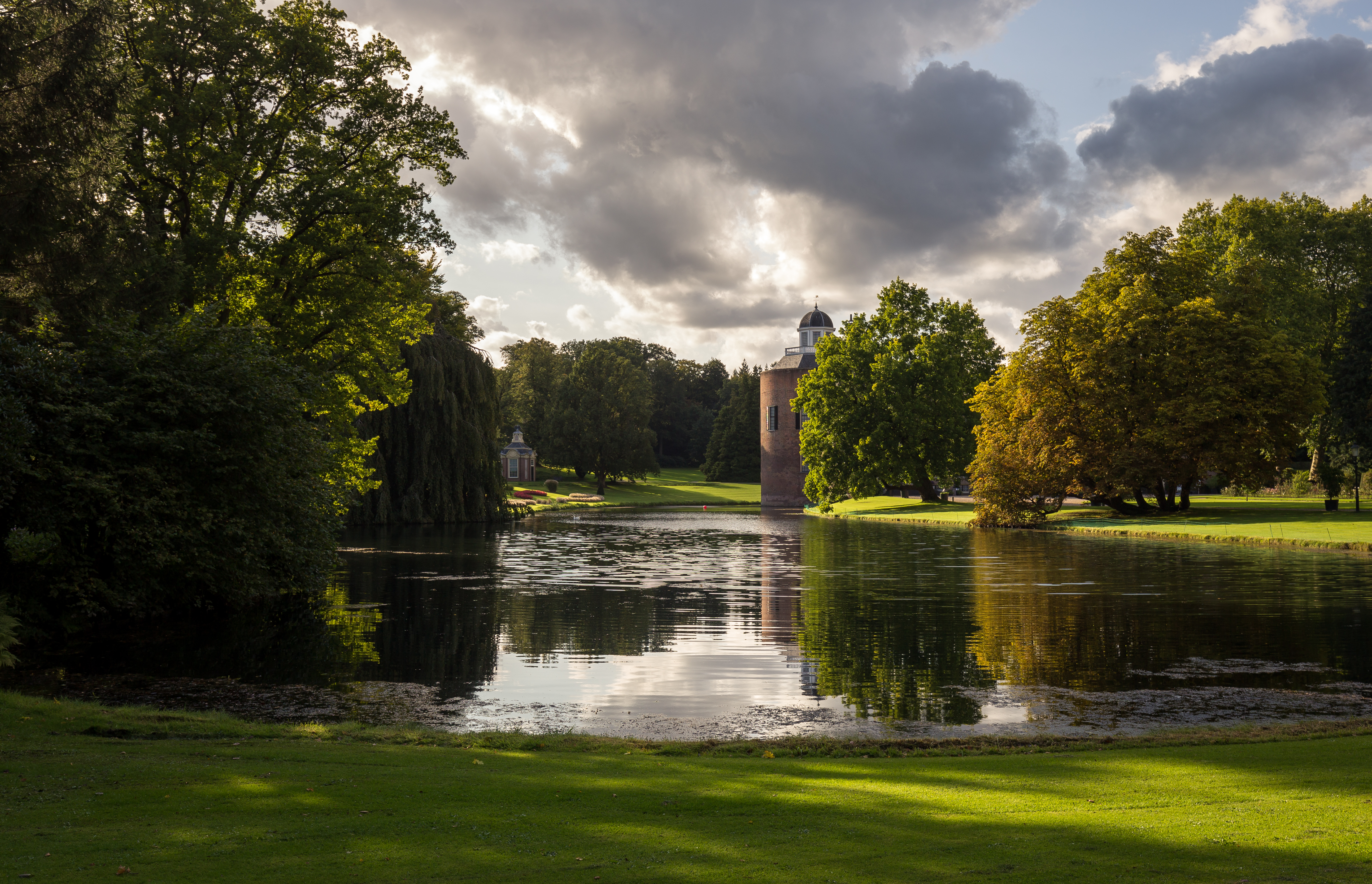
Панорама на замок Розендал
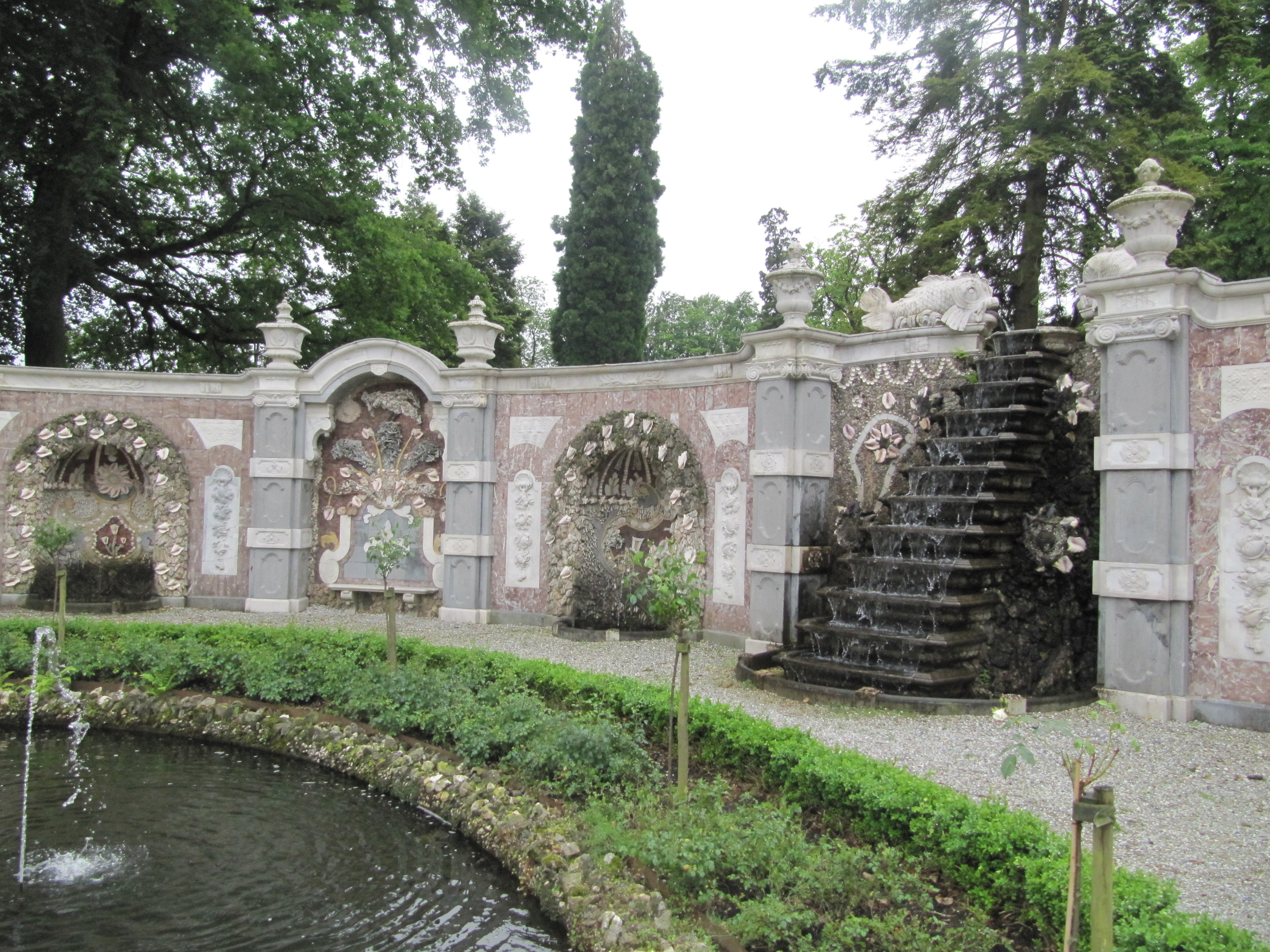
Замковий парк
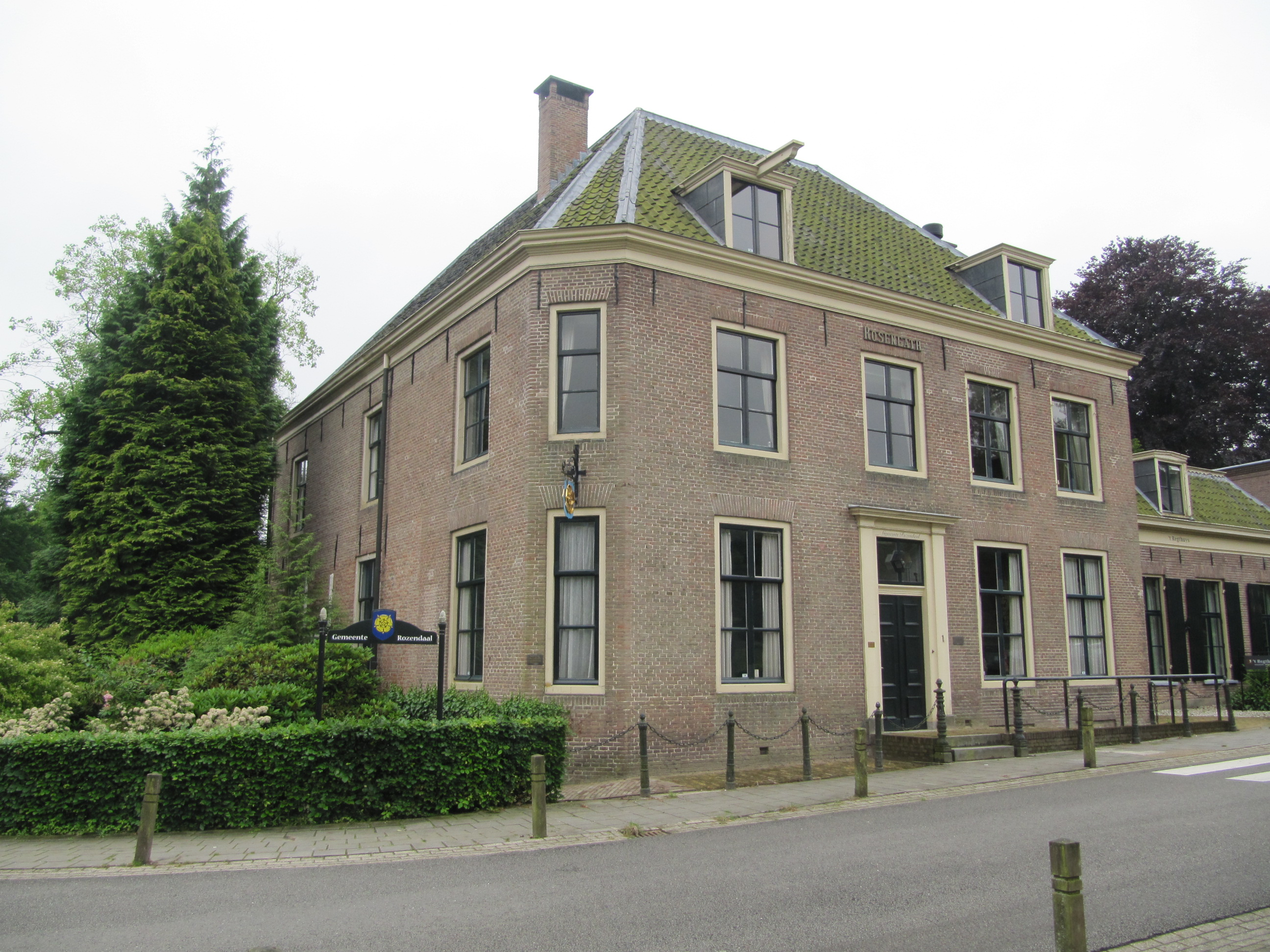
Будівля мерії міста